# Yannick Bach
Yannick Bach (* 21. Mai 1991 in Homburg) ist ein deutscher Fußballspieler.

## Karriere

### Jugend
Yannick Bach begann mit dem Fußball in der Jugend des SV Altstadt. 2007 ging er in die Fußballschule des 1. FC Saarbrücken. In der Saison 2009/10 kam er nur zu einem Einsatz im DFB-Junioren-Vereinspokal (gegen die die U-19 des SV Eichede).

### Herrenbereich
Zur Saison 2010/11 stieg er in die zweite Mannschaft der Saarländer auf, wobei auch sein Alter eine Rolle spielte. Sein Debüt für die Reserve, die in der Oberliga Südwest spielte, gab er am 1. August 2010, als er am ersten Spieltag, gegen die Sportfreunde Eisbachtal, in der 79. Minute für Tim Bauer eingewechselt wurde. Am 26. März 2011 kam Bach auch zu seiner ersten Torvorlage im Herrenbereich, als er am 22. Spieltag, gegen den SC Idar-Oberstein, in der 89. Minute einen Foulelfmeter rausholte, den Marc Hümbert zum 3:0-Endstand verwandelte. Am Ende der Oberligaspielzeit konnte er auf 23 Einsätze zurückblicken. Zur Saison 2011/12 kam er in die Profimannschaft, die in der 3. Liga spielte, war aber gleichzeitig weiterhin Bestandteil der zweiten Mannschaft. Sein Profidebüt gab Bach am 23. Juli 2011, als er am ersten Spieltag der 3. Liga gegen den Chemnitzer FC zu Beginn der zweiten Halbzeit für Kai Gehring eingewechselt wurde. In der Rückrunde der Saison 2012/13 war er zeitweise Stammspieler in der 3. Liga.
Am 20. Mai 2013 gab der 1. FC Kaiserslautern bekannt, Bach für die zweite Mannschaft verpflichtet zu haben. Nach einem Jahr verließ er die Lauterer wieder und schloss sich dem Regionalligisten SVN Zweibrücken an. In der Winterpause 2014/15 löste er seinen Vertrag bei dem finanziell angeschlagenen und vor der Insolvenz stehenden Verein auf und wechselte in die Oberliga zu Borussia Neunkirchen. Mit Neunkirchen stieg er 2017 in die Saarlandliga (Verbandsliga) ab und ging 2019 zu Hertha Wiesbach und damit zurück in die Oberliga. Zur Saison 2022/23 wechselte er zu seinem Jugendverein SV Altstadt (Bezirksliga).